# Jászkisér
Jászkisér är en ort i Ungern.   Den ligger i provinsen Jász-Nagykun-Szolnok, i den centrala delen av landet, 90 km öster om huvudstaden Budapest. Jászkisér ligger 85 meter över havet och antalet invånare är 5 741.
Terrängen runt Jászkisér är mycket platt. Runt Jászkisér är det ganska glesbefolkat, med 50 invånare per kvadratkilometer. Närmaste större samhälle är Heves, 17,4 km norr om Jászkisér. Trakten runt Jászkisér består till största delen av jordbruksmark.